# Crash Bandicoot: N. Sane Trilogy
Crash Bandicoot: N. Sane Trilogy is een computerspel dat is ontwikkeld door Vicarious Visions en uitgegeven door Activision. Het platformspel is uitgebracht op 30 juni 2017 voor de PlayStation 4 en op 29 juni 2018 voor de Nintendo Switch, Microsoft Windows en Xbox One.

## Beschrijving
Het spel is een compilatie van de eerste drie geremasterde spellen in de serie, te weten: Crash Bandicoot (1996), Crash Bandicoot 2: Cortex Strikes Back (1997) en Crash Bandicoot 3: Warped (1998).
N. Sane Trilogy werd als een tijdelijk exclusief spel uitgebracht in 2017 voor de PlayStation 4, en kwam een jaar later ook beschikbaar voor platforms van Nintendo en Microsoft.

## Ontvangst
Het verzamelspel werd positief ontvangen in recensies. Op verzamelwebsite Metacritic heeft het spel scores van 80%, 78%, 79% en 76% voor respectievelijk de PlayStation 4, Switch, Xbox One en Windows-versie. Andere spelbladen en websites gaven het een beoordeling van 8,5 (Destructoid), 4/5 (EGM), 8 (Game Informer), 6 (GameSpot), 3,5/5 (GamesRadar+), 8,5 (IGN) en een 6 (Polygon).
Begin 2019 waren er ruim 10 miljoen exemplaren verkocht.